# Alexandra Bernhardt
Alexandra Bernhardt (født 1974 i Bayern) er en tysk-østrigsk filosof, forfatter, oversætter, redaktør og forlægger.

## Liv og værk
Bernhardt studerede filosofi, komparativ litteraturvidenskab, klassisk filologi (oldgræsk) og orientalske studier i München og Wien. Hun er uddannet fra universitetet i Wien. Hendes speciale behandlede personbegreber fra et teleologisk perspektiv.
Hun skriver både poesi og prosa og oversætter poesi fra forskellige sprog til tysk, herunder catalansk, dansk (Morten Søndergaard), islandsk og polsk. Hendes digte er oversat til dansk, engelsk, fransk og nederlansk. Siden 2019 har hun været redaktør af årbogen om østrigsk poesi Jahrbuch österreichischer Lyrik.
I foråret 2020 grundlagde hun forlaget Edition Melos i Wien, som fokuserer på nutidig, især tysksproget poesi.
Bernhardt er medlem af kunstnerkollektivet Brisenvögel. Hun har boet i Wien siden 2002.